# Universidad Francisco de Vitoria
La Universidad Francisco de Vitoria es una universidad privada ubicada en Pozuelo de Alarcón, Comunidad de Madrid (España).
Es una universidad católica, administrada por Regnum Christi. Su nombre rinde homenaje al padre del Derecho Internacional y teólogo Francisco de Vitoria, de la Orden de los Dominicos. Según un estudio del Instituto de Análisis Industrial y Financiero (IAIF) de la Universidad Complutense de Madrid, la Universidad Francisco de Vitoria se sitúa como la segunda universidad privada de la Comunidad de Madrid y la vigésimo cuarta de España en calidad de docencia.
Forma parte de la Red Internacional de Universidades del Regnum Christi, red universitaria vinculada a los Legionarios de Cristo que integra instituciones de Estados Unidos, Italia, México, Chile y España. También forma parte de la red Europe Direct de la Comisión Europea, al ser la universidad titular de uno de los 37 Centros de Documentación Europea existentes en España.

## Historia
La Universidad Francisco de Vitoria inició su trayectoria académica en octubre de 1993, como Centro Universitario adscrito a la Universidad Complutense de Madrid. Unos años más tarde, consiguió la plena homologación como universidad privada.   

## Campus
Su campus posee instalaciones de atletismo, tenis, pádel, fútbol, voleibol, voleibol de playa y baloncesto, en las que se organizan ligas y torneos de todas las modalidades deportivas a lo largo del curso académico. En el curso 2016/2017 ha sido inaugurado un centro deportivo en los terrenos de la Universidad. 
Tiene un colegio mayor, el Colegio Mayor Francisco de Vitoria, con capacidad de 234 plazas, cuyo proyecto formativo forma parte del de la universidad. Se dispone de aparcamiento para los estudiantes que lo deseen. También tiene una amplia cafetería, biblioteca y capilla. Por último, dentro del campus, la UFV también cuenta con una escuela de conducción, un gimnasio, un Rodilla y una oficina del Banco Santander.

## Facultades y escuelas
La UFV tiene seis facultades y escuelas:
- Facultad de Derecho, Empresa y Gobierno
- Facultad de Educación y Psicología
- Facultad de Ciencias de la Salud
- Facultad de Ciencias Experimentales
- Escuela Politécnica Superior
- Facultad de Ciencias de la Comunicación
- Escuela de postgrado y formación permanente

## Titulaciones
La oferta formativa de la Universidad Francisco de Vitoria se divide en 31 títulos de grado y más de 20 dobles grados, 14 titulaciones de posgrado, 2 doctorados y 12 titulaciones de ciclos formativos de grado superior.
Además, en la actualidad la universidad mantiene un acuerdo con la escuela de cocina Le Cordon Bleu de Madrid para poder impartir el ‘Diploma de Cocina Española’ y otros cursos de alta cocina.
Cuenta con un 94% de empleabilidad

## Sociedades de Alumnos
Los alumnos pueden participar en las Sociedades de Alumnos de la Universidad;
- Delegación de Estudiantes: Compuesto por todos los Delegados y Co-Delegados de la universidad. En abril de 2015 tuvo lugar la Asamblea Constituyente del Consejo de Delegados de la Universidad Francisco de Vitoria. Delegados UFV está formado por el Consejo de Delegados, máximo órgano de representación y participación estudiantil de la universidad, que a su vez está presidido por el órgano de dirección, denominado Comité Ejecutivo. Este último está configurado por un presidente, un vicepresidente, un primer secretario, un vicesecretario y vocales, dos por Facultad.

- Coro UFV: En esta sociedad, los alumnos interpretan piezas musicales de diversa índole, fundamentalmente gospell, musicales, africana y religiosa, además de piezas más actuales de pop y rock. Sus actuaciones suelen ser en los conciertos de Navidad y de fin de curso, así como graduaciones de fin de carrera y otros eventos universitarios. No obstante, también han hecho alguna colaboración con otros coros, siendo la más reciente el coro preuniversitario de la Universidad de Málaga.

- Grupo de Teatro UFV: Sociedad de alumnos dedicada a las artes escénicas. Sus alumnos participan en muestras de teatro universitarias y organizan obras dentro del propio campus UFV.

- Sociedad de Debates: Es la sociedad de alumnos más antigua de la universidad. Forma a los estudiantes para que lleguen a ser expertos en oratoria y debates. Sociedad de debates UFV es un referente a nivel nacional habiendo ganado los premios de mayor recorrido histórico y organizando anualmente el mayor torneo de debate académico del país que en 2016 celebró su XI aniversario. La final del último Torneo UFV xi enfrentó a la Universidad Francisco de Vitoria contra la Universidad Pontificia de Comillas siendo proclamada la UFV como campeona del torneo(primera vez en la historia que la UFV gana el torneo).

- Generación Empresarial: Su misión es la de agrupar, formar y proyectar a los jóvenes universitarios líderes con inquietudes emprendedoras, para que puedan hacer frente a su responsabilidad de ser agentes de cambio en la empresa y en la sociedad.

- Sociedad de Voluntariado UFV: El V.A.S. (Voluntarios por la Acción Social) es una Sociedad de Alumnos de la Universidad Francisco de Vitoria cuyo máximo objetivo es propulsar el voluntariado entre toda la comunidad universitaria independientemente de su condición política, ideológica o religiosa. Se realizan voluntariados en Madrid durante la totalidad del año, además de en verano.

### Redes sociales
- Facebook
- Twitter
- YouTube
- Instagram
- LinkedIn

- Datos: Q2495688
- Multimedia: Universidad Francisco de Vitoria / Q2495688